# William Lyttelton, III barone Lyttelton
William Henry Lyttelton, III barone Lyttelton (3 aprile 1782 – Green Park, 30 aprile 1837), è stato un nobile e politico inglese.

## Biografia
Era il figlio di William Lyttelton, I barone Lyttelton, e della sua seconda moglie, Caroline Bristow. Studiò alla Rugby School e alla Christ Church di Oxford.

## Carriera
È stato un deputato Whig per Worcestershire (1806-1820). Successe al fratellastro nel 1828. Ha ricoperto la carica di luogotenente di Worcestershire (1833-1837).

## Matrimonio
Sposò, il 4 marzo 1813, Lady Sarah Spencer, figlia di George Spencer, II conte Spencer, per un tempo governante dei figli della regina Vittoria e Lady of the Bedchamber. Ebbero cinque figli:
- Lady Caroline Lyttelton (1º febbraio 1816-8 aprile 1902);
- George Lyttelton, IV barone Lyttelton (1817-1876);
- Lord Spencer Lyttelton (19 giugno 1818-4 febbraio 1889), sposò Henrietta Cornewall, ebbero un figlio;
- Lord William Lyttelton (3 aprile 1820-24 luglio 1884), sposò in prime nozze Emily Pepys, sposò in seconde nozze Constance Yorke;
- Lady Lavinia Lyttelton (1821-3 ottobre 1850), sposò il reverendo Henry Glynne, ebbero quattro figli.

## Morte
Morì il 30 aprile 1837 a Green Park, casa del cognato John Spencer, III conte Spencer.